# Liste der Pfarren im Dekanat Hadersdorf-Wagram
Das Dekanat Hadersdorf-Wagram ist ein Dekanat im Vikariat Unter dem Manhartsberg der römisch-katholischen Erzdiözese Wien.

## Pfarren mit Kirchengebäuden und Kapellen
| Pfarre                            | Pfarrverband | Ink. | Seit    | Patrozinium               | Kirchengebäude und Kapellen | Bild                    |
| --------------------------------- | ------------ | ---- | ------- | ------------------------- | --- | ----------------------- |
| Absdorf                           | Wagram-Au    |      | um 1200 | Hl. Mauritius             | Pfarrkirche Absdorf | Pfarrkirche Absdorf     |
| Altenwörth                        |              |      | 865     | Hl. Andreas               | Pfarrkirche Altenwörth Filialkirche Winkl, Filialkirche Kollersdorf, Filialkirche Sachsendorf                                                   | Pfarrkirche Altenwörth  |
| Bierbaum am Kleebühel             | Wagram-Au    |      | um 1200 | Hl. Laurentius            | Pfarrkirche Bierbaum am Kleebühel | Pfarrkirche Bierbaum    |
| Elsarn im Straßerthale            | Kamptal      |      | 1297    | Maria Himmelfahrt         | Pfarrkirche Elsarn im Straßertal | Pfarrkirche Elsarn      |
| Engabrunn                         | Kamptal      |      | 1485    | Hl. Sebastian             | Pfarrkirche Engabrunn | Pfarrkirche Engabrunn   |
| Etsdorf am Kamp                   | Kamptal      |      | 1178    | Hl. Jakobus der Ältere    | Pfarrkirche Etsdorf am Kamp Kapelle in Walkersdorf am Kamp, Schlosskapelle Walkersdorf                                                          | Pfarrkirche Etsdorf     |
| Fels am Wagram                    |              |      | 1590    | Hl. Margaretha            | Pfarrkirche Fels am Wagram | Pfarrkirche Fels        |
| Feuersbrunn                       |              |      | 1385    | Hl. Ägidius               | Pfarrkirche Feuersbrunn | Pfarrkirche Feuersbrunn |
| Gösing am Wagram                  |              |      | 1300    | Hl. Johannes der Täufer   | Pfarrkirche Gösing am Wagram | Pfarrkirche Gösing      |
| Grafenwörth                       |              |      | 1791    | Hl. Andreas               | Pfarrkirche Grafenwörth Kapelle in Jettsdorf, Kapelle in Oberseebarn, Kapelle in Unterseebarn                                                   | Pfarrkirche Grafenwörth |
| Hadersdorf am Kamp                | Kamptal      |      | 1238    | Hl. Petrus und Hl. Paulus | Pfarrkirche Hadersdorf am Kamp Kapelle in Kammern                                                                                               | Pfarrkirche Hadersdorf  |
| Haitzendorf                       |              |      | 1184    | Hl. Ulrich                | Pfarrkirche Haitzendorf | Pfarrkirche Haitzendorf |
| Kirchberg am Wagram               |              |      | 1147    | Hl. Stephan               | Pfarrkirche Kirchberg am Wagram Filialkirche Unterstockstall, Filialkirche Engelmannsbrunn, Filialkirche Mallon, Filialkirche Neustift im Felde |                         |
| Königsbrunn am Wagram             | Wagram-Au    |      | 1783    | Hl. Johannes der Täufer   | Pfarrkirche Königsbrunn am Wagram | Pfarrkirche Königsbrunn |
| Neuaigen                          | Wagram-Au    |      | 1939    | Maria Himmelfahrt         | Pfarrkirche Neuaigen | Pfarrkirche Neuaigen    |
| Ottenthal bei Kirchberg am Wagram |              |      | 1764    | Hl. Ulrich                | Filialkirche Ottenthal |                         |
| Stetteldorf am Wagram             | Wagram-Au    |      | 1723    | Hl. Johannes der Täufer   | Pfarrkirche Stetteldorf am Wagram Ortskapelle Eggendorf am Wagram                                                                               | Pfarrkirche Stetteldorf |
| Straß im Straßertale              | Kamptal      |      | 1299    | Maria Himmelfahrt         | Pfarrkirche Straß im Straßertale | Pfarrkirche Straß       |